# Lacul Nasser

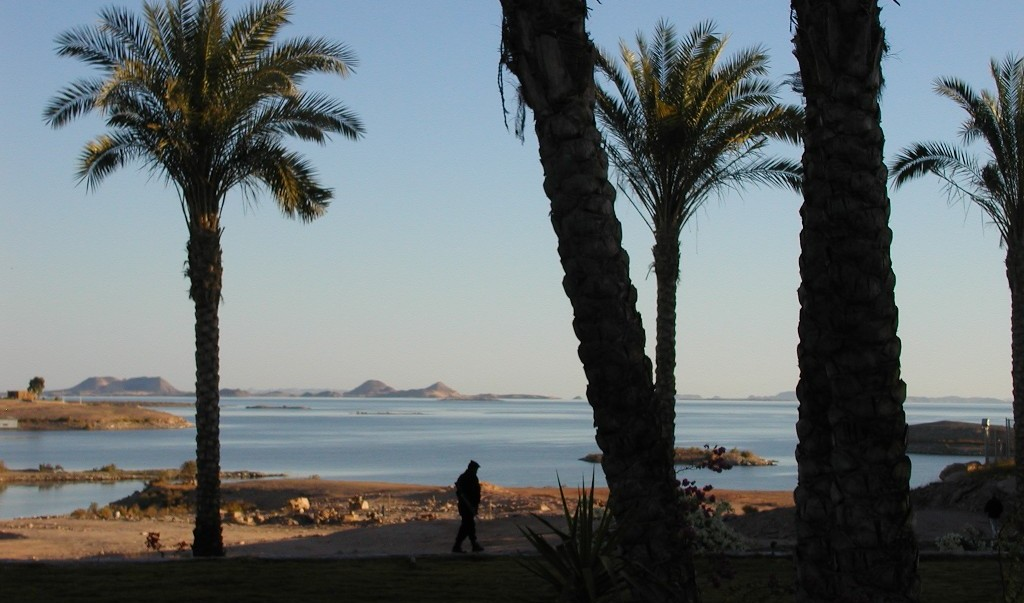
Lacul Nasser

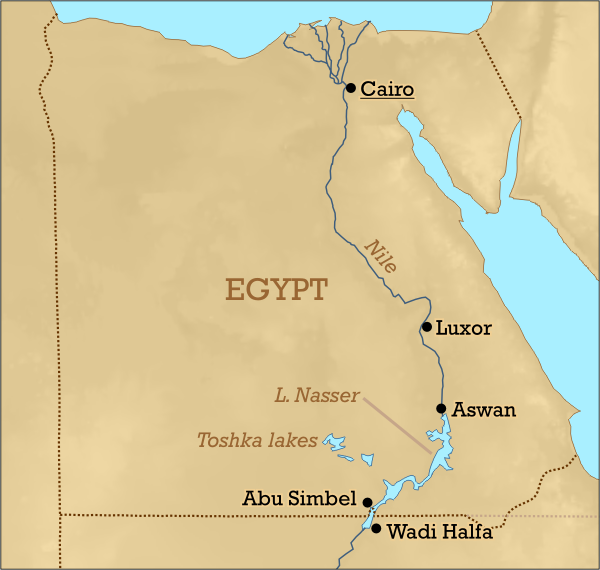
Lacul Nasser

Lacul Nasser este un lac de acumulare între Egipt și Sudan.
Apariția lacului Nasser în spatele barajului de la Assuan a însemnat inundarea a peste un milion de hectare de teren agricol cu scopul obținerii a 10 miliarde kWh/an. 
S-a format în anii 1960.
Reversul medaliei se reflectă într-o umplere rapidă a lacului cu aluviuni, în pierderea a peste 9 milioane de m³ de apă pe an prin creșterea evaporației, diminuarea producției agricole prin reducerea drastică a aluvionărilor ce fertilizau solul, limitarea creșterii deltei.

## Diverse
Ca semn de recunoștință pentru marele ajutor dat de unele țări la acțiunea de salvare a marilor monumente în anii 60 din zona lacului Nasser, Egiptul le-a dăruit următoarele antichități:

- Templul din Debod (Madrid, Spania) 

- Templul din Dendur (Metropolitan Museum of Art, New York) 

- Templul din Taffeh (Rijskmuseum van Oudheden, Leiden, Olanda) 

- Templul din Ellesya (Torino, Italia) 

- Poarta Kalabsha (Pergamonmuseum Berlin)
1. ↑  Enciclopedia Universală Britanica. Litera. 2010. p. 71.